# Dolomedes sumatranus
Dolomedes sumatranus là một loài nhện trong họ Pisauridae.
Loài này thuộc chi Dolomedes. Dolomedes sumatranus được Embrik Strand miêu tả năm 1906.